# Casper von Folsach
Casper von Folsach ou Casper Folsach, né le 30 mars 1993 à Gentofte, est un coureur cycliste danois. Spécialiste de la poursuite sur piste, il est notamment médaillé de bronze de la poursuite par équipes aux Jeux olympiques de 2016, aux championnats du monde de 2013 et de 2016.

## Biographie
Casper von Folsach gagne avec Steffen Thomsen en 2009 et 2010 l'UIV-Cup disputés dans le cadre de la course des Six Jours de Copenhague. Toujours en 2010, il est champion du Danemark de poursuite juniors (moins de 19 ans). En 2011, il remporte chez les juniors deux titres nationaux sur route, en contre-la-montre par équipes et en contre-la-montre individuel. Sur piste, il est champion du Danemark de poursuite par équipes juniors et monte sur le podium dans d'autres disciplines. 
Lors des championnats d'Europe sur piste 2011, il termine deuxième de la poursuite par équipes, avec Lasse Norman Hansen, Michael Mørkøv et Rasmus Christian Quaade. Aux mondiaux sur route juniors, il termine sixième du contre-la-montre.
Lors des Jeux olympiques de Londres de 2012, il se classe cinquième de la poursuite par équipes avec Quaade, Mørkøv, Hansen et Mathias Møller Nielsen. L'année suivante, aux mondiaux sur piste de Minsk, il décroche la médaille de bronze de la poursuite par équipes, avec Lasse Norman Hansen, Rasmus Christian Quaade et Mathias Møller Nielsen. En 2014, le quatuor danois est vice-champion du monde de poursuite par équipes.
En 2016, il remporte aux Jeux olympiques de Rio la médaille de bronze de la poursuite par équipes avec Lasse Norman Hansen, Rasmus Christian Quaade, Niklas Larsen, Frederik Madsen et Casper Pedersen.
Aux mondiaux 2018 d'Apeldoorn, il est à nouveau vice-champion du monde de poursuite par équipes avec Julius Johansen, Frederik Madsen et Niklas Larsen. En 2019, il obtient deux nouvelles médailles aux championnats du monde de Pruszków, l'argent sur l'américaine (avec Lasse Norman Hansen) et le bronze en poursuite par équipes. 
Fin 2019, sur les conseils de médecins, il doit mettre un terme à sa carrière cycliste à cause de problèmes cardiaques.

## Vie privée
Il est en couple avec la pistarde britannique Elinor Barker. Ils ont un enfant, Nico, né en mars 2022.

## Palmarès sur piste

### Jeux olympiques
- Londres 2012
  - 5e de la poursuite par équipes
- Rio 2016
  -  Médaillé de bronze de la poursuite par équipes

### Championnats du monde
- Melbourne 2012
  - 7e de la poursuite par équipes
  - 13e de la poursuite individuelle
- Minsk 2013
  -  Médaillé de bronze de la poursuite par équipes
- Cali 2014
  -  Médaillé d'argent de la poursuite par équipes
  - 8e de l'omnium
- Saint-Quentin-en-Yvelines 2015
  - 11e de la poursuite par équipes
- Londres 2016
  -  Médaillé de bronze de la poursuite par équipes
- Hong Kong 2017
  - 4e de l'américaine[4]
  - 10e de la poursuite par équipes[5]
- Apeldoorn 2018
  -  Médaillé d'argent de la poursuite par équipes
  - 6e de l'américaine[6]
- Pruszków 2019
  -  Médaillé d'argent de l'américaine
  -  Médaillé de bronze de la poursuite par équipes

### Coupe du monde
- 2011-2012
  - 3e de la poursuite par équipes à Cali
- 2012-2013
  - 1er de la poursuite par équipes à Glasgow (avec Lasse Norman Hansen, Mathias Møller et Rasmus Christian Quaade)
- 2013-2014
  - 2e de la poursuite par équipes à Aguascalientes
- 2016-2017
  - 1er de l'américaine à Cali (avec Niklas Larsen)
  - 3e de l’omnium à Cali
- 2017-2018
  - 1er de l'américaine à Manchester (avec Niklas Larsen)
  - 2e de la poursuite par équipes à Manchester

### Championnats d'Europe
| Édition / Épreuve | Poursuite par équipes | Omnium | Derny |
| Apeldoorn 2011    | Argent                |        |       |
| Ballerup 2016     |                       |        | Or    |
| Glasgow 2018      |                       | Bronze |       |

### Championnats des Pays nordiques
- 2017
  -  Champion des Pays nordiques de l'américaine (avec Julius Johansen)
  -  Champion des Pays nordiques de la course aux points

### Championnats nationaux
- Champion du Danemark de poursuite juniors en 2010
- Champion du Danemark de poursuite par équipes juniors en 2011

- Champion du Danemark de poursuite en 2013 et 2014
- Champion du Danemark de course aux points en 2014, 2016 et 2017
- Champion du Danemark de l'américaine en 2014 (avec Lasse Norman Hansen) et 2016 (avec Frederik Rodenberg)
- Champion du Danemark du scratch en 2014 et 2016
- Champion du Danemark d'omnium en 2015 et 2016
- Champion du Danemark de poursuite par équipes en 2017

## Palmarès sur route

### Par année
| - 2011 - Champion du Danemark du contre-la-montre juniors - Champion du Danemark du contre-la-montre par équipes juniors - 6e du championnat du monde du contre-la-montre juniors - 2012 - 3e de l'U6 Cycle Tour - 2013 - 3e étape du Randers Bike Week (contre-la-montre) - 2e du championnat du Danemark du contre-la-montre espoirs - 3e du championnat du Danemark sur route - 3e du championnat du Danemark du contre-la-montre par équipes - 2015 - 3e du championnat du Danemark du contre-la-montre par équipes - 2017 - Champion du Danemark du contre-la-montre par équipes - Svanesunds 3-dagars : - Classement général - 3e étape (contre-la-montre) - 5e étape du Tour de Bohême-du-Sud | - 2018 - Tour de Haslev - Ronde van Midden-Nederland - Sønderborg Løbet - 2e du championnat du Danemark du contre-la-montre par équipes - 2e de la Gylne Gutuer - 2e du Duo normand (avec Emil Vinjebo) - 3e du Grand Prix Herning - 2019 - Rund um Ascheffel - Meldgaard Løbet - Slagelse Løbet - Give Elementer løbet - Agro Top Løbet - 2e du championnat du Danemark du contre-la-montre par équipes |  |

### Classements mondiaux
| Année           | 2012   | 2013 | 2014 | 2015 | 2016 | 2017 |
| --------------- | ------ | ---- | ---- | ---- | ---- | ---- |
| UCI Europe Tour | 1 004e | 535e |      |      |      | 942e |